# Leaskovo, Smolean
Leaskovo (în bulgară Лясково) este un sat în comuna Devin, regiunea Smolean,  Bulgaria. 

## Demografie
Componența etnică a satului Leaskovo
     Bulgari (81,7%)
     Nicio identificare (18,29%)
     Altele (0,85%)
La recensământul din 2011, populația satului Leaskovo era de 820 locuitori. Din punct de vedere etnic, majoritatea locuitorilor (81,7%) erau bulgari. Pentru 18,29% din locuitori nu este cunoscută apartenența etnică.